# Liste des évêques de Bomadi
La liste des évêques de Bomadi recense les noms des supérieurs de la mission sui juris de Bomadi au Nigéria, mission fondée le 17 mars 1991 à partir des diocèses de Port Harcourt et de Warri, puis, à partir du 15 décembre 1996 ceux des vicaires apostoliques à la tête du vicariat apostolique de Bomadi, et enfin, depuis le 21 septembre 2017 ceux des évêques du diocèse de Bomadi.   

## Liste des ordinaires

### Supérieur de la mission sui juris de Bomadi
- 1991-1996 : Thomas Greenan (Thomas Vincent Greenan)

### Vicaires apostoliquesde Bomadi
- 3 mars 1997-4 avril 2009 : Joseph Egerega (Joseph O. Egerega)
- 4 avril 2009-21 septembre 2017 : Hyacinth Egbebo (Hyacinth Oroko Egbebo)

### Évêques de Bomadi
- depuis le 21 septembre 2017 : Hyacinth Egbebo (Hyacinth Oroko Egbebo)

## Sources
- Fiche du diocèse sur le site catholic-hierarchy.org